# 華沙塔
華沙塔（波蘭語：Varso）是一座位於波蘭華沙的摩天大樓，高310公尺；是波蘭最高的建築，同時亦為歐盟最高的建築物。它由HB Reavis開發，福斯特建築事務所設計，於2021年2月20日封頂 。

## 簡介
最初華沙塔被命名為Chmielna商務中心，後來更名為Varso，來自華沙的拉丁名稱Varsovia。華沙塔有兩個觀景台，分別位於205公尺及230公尺，該摩天大樓是華沙市中心正在開發的Varso Place多功能綜合大樓的一部分。該綜合大樓包括辦公室、酒店、創新中心以及購物商場。
觀景台預計於2025年夏季開放。

## 外部連結
- 官方網站 （页面存档备份，存于） （波兰語）（英文）